# 矢口正喜
矢口 正喜（やぐち まさよし、宝暦9年（1759年） - 文政2年6月18日（1819年8月8日））は江戸時代中後期の上野国八幡八幡宮神職。俳諧・和算・医学・心学に通じた。

## 経歴
子孫矢口米三が参道沿いの屋敷内に建てた矢口丹波記念文庫には正喜の筆写資料が数多く所蔵され、その名乗りや関心の変遷を追うことができる。
宝暦9年（1759年）上野国八幡八幡宮神職矢口家7代目並保の子として生まれた。10代には林之助（祐）重斯と名乗り、『天草軍談』『慶安太平記』『箕輪軍記』等の実録物を好んで筆写した。安永7年（1778年）から主殿と称し、また花鳥（花蝶）の号も用いた。
天明元年（1781年）9月頃重斯から重友に改名した。平花庵生方雨什等高崎の俳人と盛んに交流し、天明3年（1783年）4月20日羽鳥一紅の来訪を受けている。天明7年（1787年）板鼻村小野栄重から算額の奉納を受け入れ、この頃から和算に傾倒した。天明8年（1788年）頃重栄に改名した。
寛政4年（1792年）頃には荻生徂徠著書を多く筆写している。寛政7年（1795年）から正喜の名が見える。寛政12年（1800年）医書の筆写を始め、地元の医療に貢献した。享和3年（1803年）頃から心学に傾倒した。この頃、名を正喜から重友に戻したか。文化5年（1808年）父並保の死去により丹波の称を継ぎ、名も正喜に復した。
文政2年（1819年）6月18日61歳で死去した。

## 著書
- 『八幡宮奉納算題解義』 - 文化7年（1810年）記。東北大学附属図書館狩野文庫所蔵[1]。
- 『矢口丹波正日記』 - 正善・以真著。昭和56年（1981年）2月13日高崎市指定重要文化財[13]。

## 矢口家
本姓は藤原氏。西毛出身。初代三浦茂尊（天正8年（1580年）没）は小屋城主越前守春継に仕えたが、永禄11年（1568年）武田信玄に攻略された後、下板鼻八幡宮に落ち延び、ニノ祢宜矢口家の養子となったという。
- 父：矢口並保（ともやす） - 親類青木丑太郎の子[3]。宝暦8年（1758年）矢口家の婿養子となった[3]。文化5年（1808年）没[3]。
- 弟：松五郎 - 並保三男。剣崎村の養子となった。28歳で死去[16]。
- 長女：谷（橘女）[17]
- 長男：矢口一彡
- 次男：要之祐（要之助[17]） - 榛名山東坊の婿養子となった[16]。
- 次女：キサ[17]
- 三女：不与[17]